# Walkerella benjamini
Walkerella benjamini är en stekelart som först beskrevs av Joseph 1957.  Walkerella benjamini ingår i släktet Walkerella och familjen fikonsteklar. Inga underarter finns listade i Catalogue of Life.